# Prendedor de cabelo

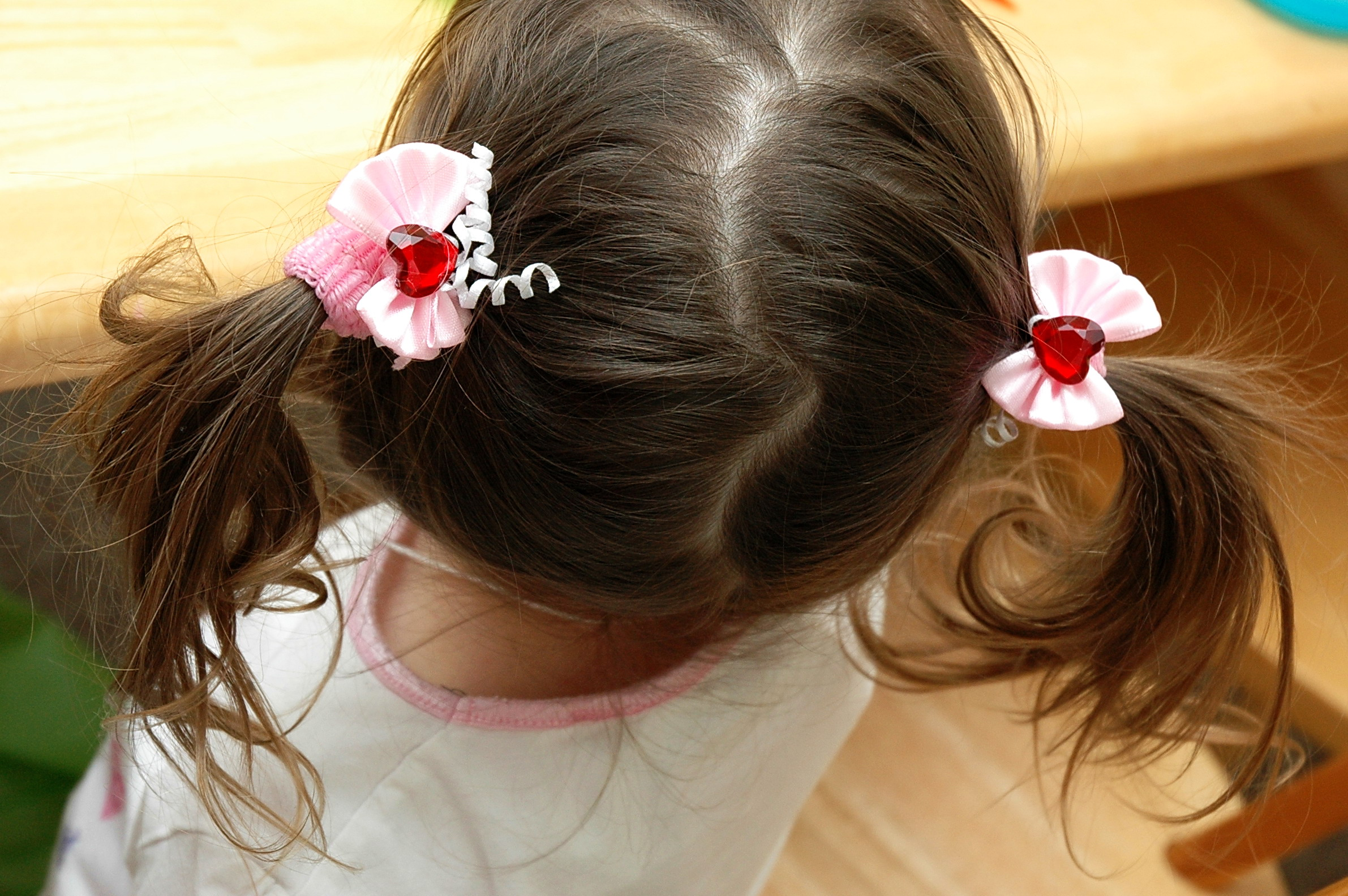
Criança utilizando prendedores de cabelo.

Um prendedor de cabelo é um objeto utilizado para prender o cabelo, e usado também como adorno conforme o gosto pessoal ou o apelo da moda. Prendedores de cabelos existem com os mais variados tipos e formatos. Há os em formato de gancho e feitos de plástico em geral

## Outros nomes
também conhecido como piranha, presilha (no Brasil), gancho ou ganchinho de cabelo (em Portugal). Os simples que consistem em elásticos para prender o cabelo também são conhecidos como chuquinha, xuxinha, maria-chiquinha ou lacinho para cabelo.